# リンスブルク
リンスブルク（ドイツ語: Linsburg）は、ドイツ連邦共和国ニーダーザクセン州のニーンブルク/ヴェーザー郡に属す町村（以下、本項では便宜上「町」と記述する）で、ザムトゲマインデ・シュタインプケを構成する町村の一つである。

## 地理
リンスブルクは州有林グリンダーヴァルトの北縁部に位置し、郡庁所在地のニーンブルク/ヴェーザーからは車で約10分の距離にある。

## 歴史
1263年の史料に初めて "de Linesburg" という貴族家の名が記録されている。カレンベルク公は1675年に狩のための城館リンスブルク城を建設した。この城館は1767年に解体された。
1950年代に駅周辺に独立した集落が建設された。
2003年にリンスブルクは800年祭を祝った。これはリンスブルク集落の最初の記録が1203年の史料に遡ることに基づいている。

## 行政

### 議会
リンスブルクの町議会は9議席からなる。

### 紋章
この町の紋章は1983年12月6日に郡の認可を得た。
図柄: 青地に、12本の枝分かれ（片側6本）を持つ金の鹿の角と銀の頭蓋骨。角の間に垂直に配されたオークの葉。角の下には2つの開いた銀の牛角図形。
構想と作画はデルフェルデンの紋章研究家ハインツ・バンニアーによる。

## 文化と見所

### 建築
- 1977年に建設された高さ134mのドイツテレコムの通信塔（北緯52度34分00秒 東経09度19分26秒 / 北緯52.56667度 東経9.32389度）。ビジネス・フロアは高さ80mにある。

## 経済と社会資本

### 交通
リンスブルクから連邦道B6号線が南西方向に延びている。北東方向へは鉄道ブレーメン - ハノーファー線が延びており、町内に駅がある。この路線はハノーファーSバーンの一部となっており、1時間ごとにSバーン第2系統 ニーンブルク - ハノーファー中央駅 - ハステ行きの列車が発着する。